# Julius Mohr
 Eduard Carl Julius Mohr  (Amsterdam, 25 juni 1873 – Bilthoven, 21 januari 1970) was een van de grondleggers van de tropische bodemkunde. Hij was als bodemkundige verbonden aan 's Lands Plantentuin te Buitenzorg in het huidige Indonesië, aan het Koninklijk Instituut voor de Tropen (KIT) te Amsterdam, en als buitengewoon hoogleraar aan de Rijksuniversiteit Utrecht.

## Loopbaan
Na de HBS studeerde Mohr scheikunde aan de Universiteit van Amsterdam en volgde daar colleges onder andere bij de hoogleraren van der Waals (in 1910 Nobelprijs voor Natuurkunde), van ’t Hoff (in 1901 Nobelprijs voor Scheikunde) en de bioloog Hugo de Vries. Hij promoveerde in 1897 en vertrok een jaar later naar Nederlands-Indië voor onderzoek aan tabak.
In 1905 werd hij hoofd van de afdeling agrogeologie en grondonderzoek bij 's Lands Plantentuin (thans Kebun Raya) in Buitenzorg (Bogor). Melchior Treub, de toenmalige directeur, zond hem naar de Verenigde Staten om daar de bodemkartering te bestuderen. In Indonesië heeft Mohr zich met veel bodemkundige onderwerpen beziggehouden. Hij heeft in 1967 eens gezegd dat er daar toen "heel veel viel te prutsen in de grond".
Vanaf 1920 was hij verbonden aan het Koninklijk Instituut voor de Tropen in Amsterdam. In 1927 werd hij benoemd tot buitengewoon hoogleraar in de ‘tropische staathuishoudkunde’ aan de Rijksuniversiteit te Utrecht. Hij was daarmee de eerste hoogleraar bodemkunde aan een Nederlandse universiteit.
Mohr heeft gepubliceerd op het gebied van bodemkunde, geologie, petrografie, mineralogie, klimatologie, meteorologie, cultuurtechniek en irrigatie. Zijn belangrijkste werk is het handboek Tropical Soils dat tussen 1932 en 1938 in vier delen is verschenen. Dit boek had nog een sterke nadruk op Indonesië. In de tweede versie van 1954,  geschreven met F.A. van Baren, zijn opvolger in Bogor, bij het KIT en in Utrecht, werden ook andere landen in de tropen beschouwd. In 1970, twee jaar voordat de derde versie van zijn handboek zou verschijnen, overleed Julius Mohr op 96-jarige leeftijd.